# Анжикус
Анжикус (порт. Angicos) — муниципалитет в Бразилии, входит в штат Риу-Гранди-ду-Норти. Составная часть мезорегиона Центр штата Риу-Гранди-ду-Норти. Входит в экономико-статистический микрорегион Анжикус. Население составляет 11 583 человека на 2006 год. Занимает площадь 741,654 км². Плотность населения — 15,6 чел./км².

## Статистика
- Валовой внутренний продукт на 2003 год составляет 24 463 524,00 реалов (данные: Бразильский институт географии и статистики).
- Валовой внутренний продукт на душу населения на 2003 год составляет 2108,38 реалов (данные: Бразильский институт географии и статистики).
- Индекс развития человеческого потенциала на 2000 год составляет 0,688 (данные: Программа развития ООН).